# Esteles dels límits

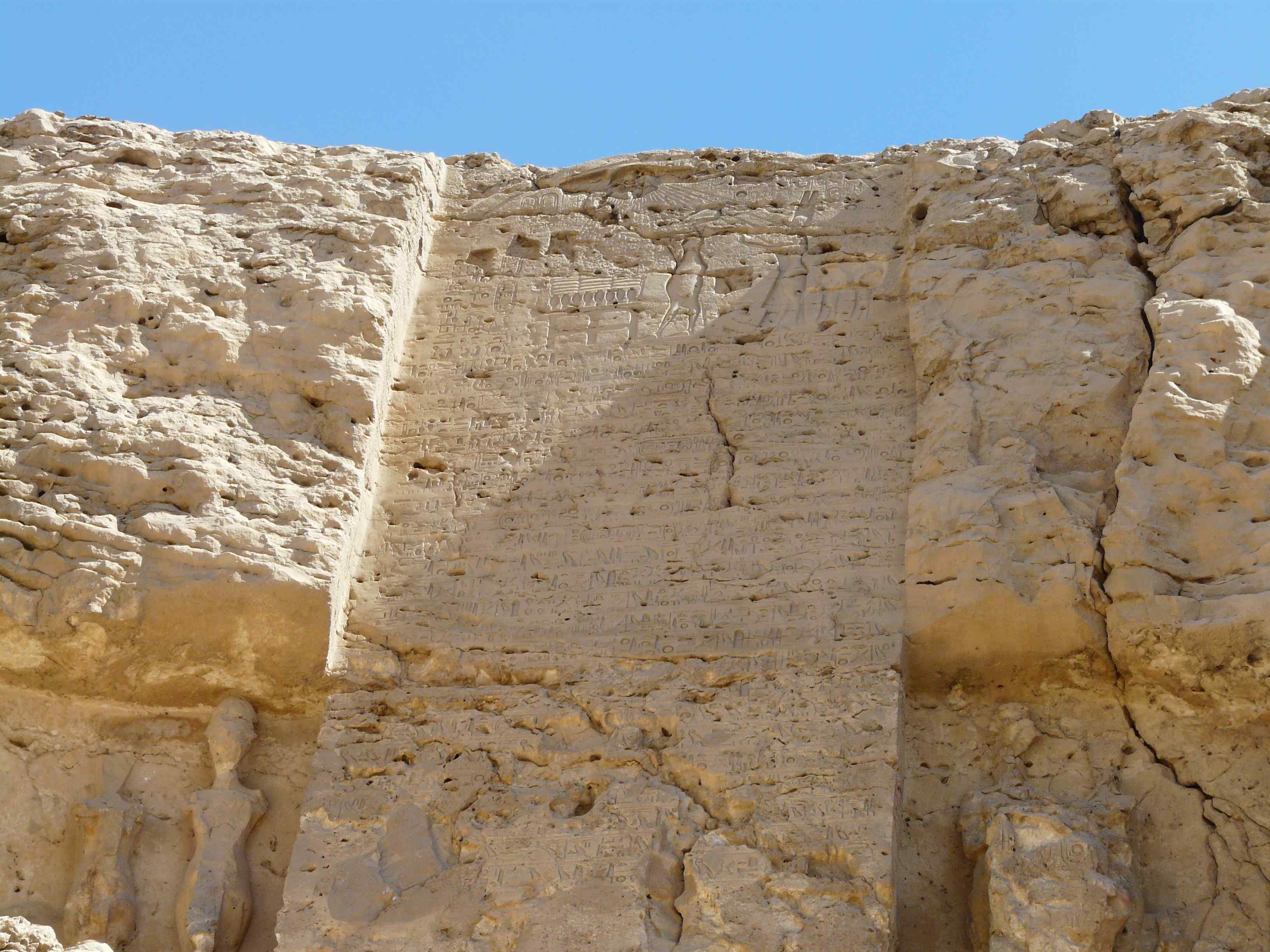
Estela "U" (Amarna)

Les esteles dels límits d'Akhenaten són unes inscripcions del faraó Akhenaton (dinastia XVIII) que parla de la fundació de la ciutat d'Akhet-Aton (Tell al-Amarna); estan gravades a la roca als turons propers a la ciutat. La fundació està datada vers el 1345 aC. Estan escrites en egipci antic però en un llenguatge més proper al parlat durant l'Imperi Nou (1550-1070 aC) que al parlat durant l'Imperi Mitjà (2025-1700 aC). El faraó presenta la ciutat com una ofrena feta per ell a l'únic déu que adorava, el déu sol Ra en la seva única forma visible, el disc solar Aton (egipci Aten). El nom d'Akhenaton a les inscripcions fou esborrat durant el regnat de Ramsès II.
S'han identificat dos grups d'esteles: 
Les X, M i K, als extrems nord i sud dels alts de la ciutat, a la part oriental del riu, que estan força damnades i és difícil de llegir la data al començament, potser el sisè any del regnat del faraó. Les tres porten la mateixa inscripció amb la dedicació de la ciutat al déu Aton.
Les altres onze esteles, estan millor conservades (la millor és la lletra S), també totes amb la mateixa inscripció que s'inicia amb l'any sisè del regnat, establint els límits del territori de la ciutat que arribava a l'oest als camps de cultiu, que havien de proveir l'aliment a la ciutat. La inscripció especifica que el rei no podia traspassar les fronteres de la ciutat (es va interpretar inicialment que el faraó havia de romandre tancat a la ciutat la resta de la seva vida, però com que se sap que va continuar viatjant pel país, la interpretació correcta ha de ser una altra, probablement que els límits de la ciutat no podien ser ampliats, ja que altres terrenys no havien estat consagrats al déu Aton); l'any vuitè es va afegir una inscripció, renovant la dedicació de la ciutat al déu Aton.